# تايرون باور
تايرون باور (بالإنجليزية: Tyrone Power)‏ (مواليد 5 مايو 1914 في سينسيناتي - 15 نوفمبر 1958 في مدريد)، هو ممثل أمريكي بدأ مسيرته الفنية عام 1932.

## الأعمال
- مشية المغازلة (1934)
- في شيكاغو القديمة (1938)
- فرقة ألكسندر لموسيقى الجاز (1938)
- دماء ورمال (1941)
- البجعة السوداء (1942)
- حد الشفرة (1946)
- شاهد على المحاكمة (1957)

## وصلات خارجية
- تايرون باور على موقع IMDb (الإنجليزية)
- تايرون باور على موقع الموسوعة البريطانية (الإنجليزية)
- تايرون باور على موقع روتن توميتوز (الإنجليزية)
- تايرون باور على موقع مونزينجر (الألمانية)
- تايرون باور على موقع ألو سيني (الفرنسية)
- تايرون باور على موقع ميوزك برينز (الإنجليزية)
- تايرون باور على موقع تيرنر كلاسيك موفيز (الإنجليزية)
- تايرون باور على موقع أول موفي (الإنجليزية)
- تايرون باور على موقع قاعدة بيانات برودواي على الإنترنت (الإنجليزية)
- تايرون باور على موقع قاعدة بيانات برودواي على الإنترنت (الإنجليزية)